# Fotobombardowanie

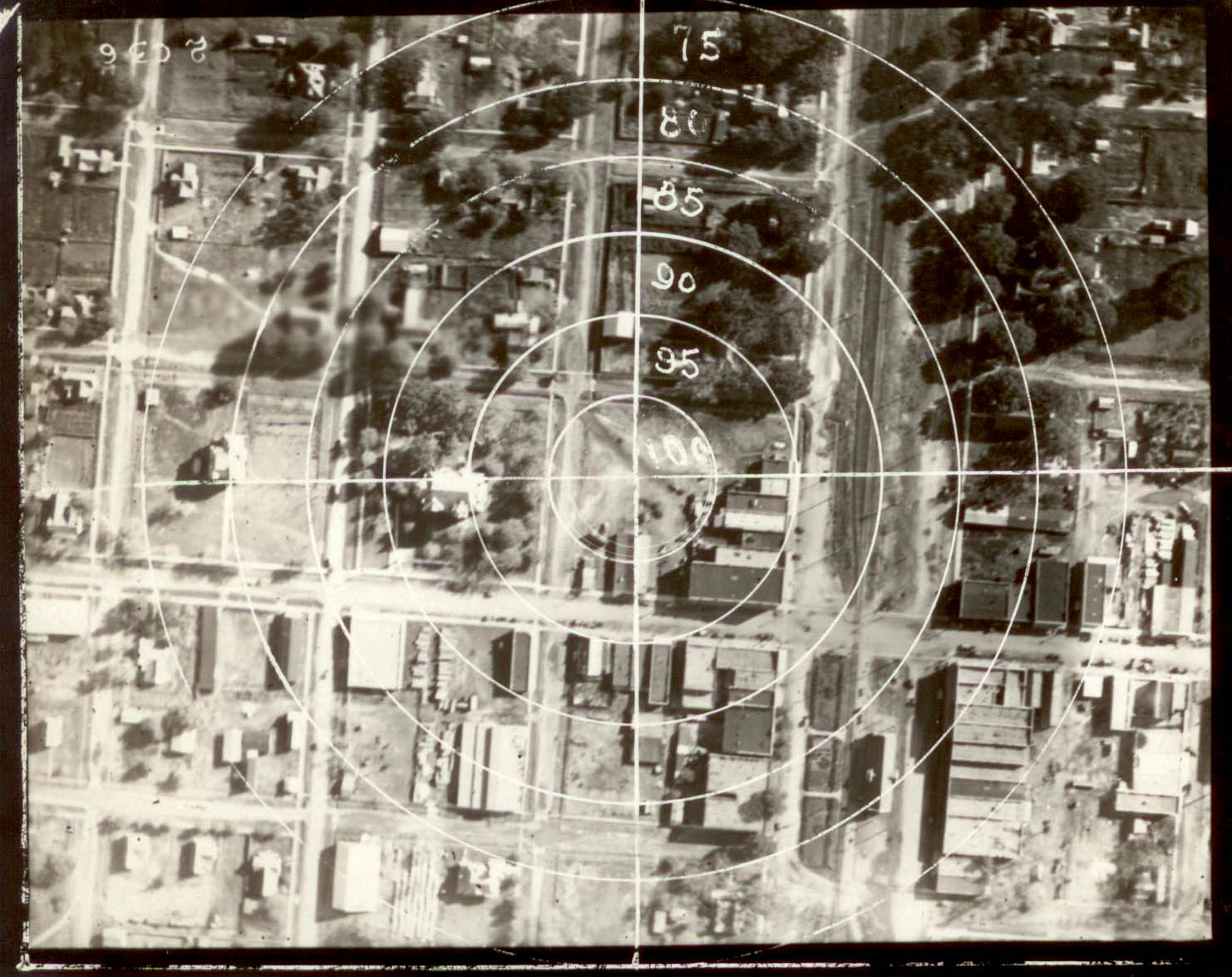
Zdjęcie z ćwiczebnego fotobombardowania

Zdjęcie z fotobombardowania w warunkach bojowych jako rejestrowanie efektów bombardowania

Fotobombardowanie - forma ćwiczeń bombardowania bądź rejestrowania jego efektów w warunkach bojowych, przy wykorzystaniu lotniczego aparatu fotograficznego.
Jako forma szkolenia wojskowego, fotobombardowanie polega na wykonaniu przez załogę dokładnie takich samych czynności i obliczeń jak przy rzeczywistym bombardowaniu. Zamiast jednak zrzucać bomby ćwiczebne, finalnie następuje uruchomienie umieszczonego na pokładzie aparatu fotograficznego wykonującego zdjęcia względem celu. Zdjęcia te służą następnie ocenie wyników załogi. Współcześnie do oceny tej wykorzystywane są zbiorczo zdjęcia rejestrujące obiekty znajdujące się w polu widzenia pilota zestawione z parametrami przeprowadzanej przez niego symulacji ataku. 
W warunkach bojowych fotobombardowanie polega na rejestrowaniu zrzutu bomb, co pomaga w ocenie skuteczności bombardowania dokumentując trafienie.